# Petr Šedivák
Petr Šedivák (* 13. listopadu 1961 Plzeň) je bývalý československý a český zápasník–judista, dvojnásobný účastník letních olympijských her.

## Sportovní kariéra
Je odchovancem plzeňského juda. Od dorosteneckého věku se však připravoval v Praze v klubu Vysokých škol (dnešní USK) a mimo vojenské služby v Dukle Banská Bystrica zůstal věrný pražskému klubu. V československé reprezentaci se pohyboval s přestávkami od roku 1981 v superlehké váze do 60 kg. Jeho hlavním rivalem o post reprezentační jedničky byl Pavel Petřikov starší.
V roce 1982 zaskakoval v reprezentaci za zraněného Jaroslava Kříže na mistrovství Evropy v Rostoku ve vyšší pololehké váze do 65 kg. Na vrcholové úrovni se začal výrazně prosazovat po ukončení studií na vysoké škole a s blížícími se olympijskými hrami v Soulu v roce 1988, na které se kvalifikoval. V úvodním kole nezvládl taktickou bitvu s Američanem Kevinem Asanem. Američan ho však svým postupem do finále vytáhl do oprav. V prvním kole oprav porazil na ippon Lee Kana z Hongkongu, ale následně nestačil na Tchajwance Sü Cchaj-čchuana a obsadil pěkné 7. místo. Formu z olympijské přípravy si udržel do dalšího roku, když na mistrovství Evropy v Helsinkách postoupil do finále a obsadil druhé místo. Se sportovní kariérou se rozloučil po olympijských hrách v Barceloně, kde vypadl v úvodním kole. Věnuje se trenérské práci. Pracuje jako instruktor juda pro policii.

## Výsledky

### Váhové kategorie
| Turnaj             | 1982            | 1983            | 1984            | 1985            | 1986            | 1987            | 1988            | 1989            | 1990            | 1991            | 1992            |
| Turnaj             | 22              | 23              | 24              | 25              | 26              | 27              | 28              | 29              | 30              | 31              | 32              |
| Turnaj             | superlehká váha | superlehká váha | superlehká váha | superlehká váha | superlehká váha | superlehká váha | superlehká váha | superlehká váha | superlehká váha | superlehká váha | superlehká váha |
| ------------------ | --------------- | --------------- | --------------- | --------------- | --------------- | --------------- | --------------- | --------------- | --------------- | --------------- | --------------- |
| Olympijské hry     |                 |                 | —               |                 |                 |                 | 7.              |                 |                 |                 | úč.             |
| Mistrovství světa  |                 | —               |                 | —               |                 | úč.             |                 | úč.             |                 | úč.             |                 |
| Mistrovství Evropy | úč.             | —               | —               | —               | —               | —               | úč.             | 2.              | úč.             | 5.              | —               |